# ۱۲۵۷ (خورشیدی)
سال ۱۲۵۷ هجری خورشیدی

## رویدادها
- دومین سفر ناصرالدین شاه قاجار به اروپا.

## زادروزها
- ۵ مهر - سید حسن تقی‌زاده، سیاستمدار و از رهبران انقلاب مشروطه ایران
- توبا آزموده، مؤسس نخستین دبیرستان دخترانه در تهران و از پیشگامان جنبش زنان در ایران (وفات ۱۳۱۵)
- محمدعلی فروغی، از نخست وزیران ایرانی در دوره پهلوی
- صولت‌الدوله، ایلخانی قشقایی
- علی‌اکبر دهخدا، ادیب، لغت‌شناس، سیاستمدار و شاعر

## درگذشت‌ها
- میرزا فتحعلی آخوندزاده؛ (آخوندوف) نمایشنامه‌نویس و آزادی‌خواه ایرانی‌تبار